# Židovský hřbitov v Jevíčku
Židovský hřbitov v Jevíčku leží na západním okraji města na Svitavské ulici. Rozloha hřbitova je 5603 m². Hřbitov vznikl v 19. století a od roku 1942 není využíván. V jihovýchodní části hřbitova se dochovalo 21 náhrobků a několik torz. V letech 1958–1988 byl hřbitov památkově chráněný. Pozemek hřbitova je ve vlastnictví židovské obce v Praze.

## Historie

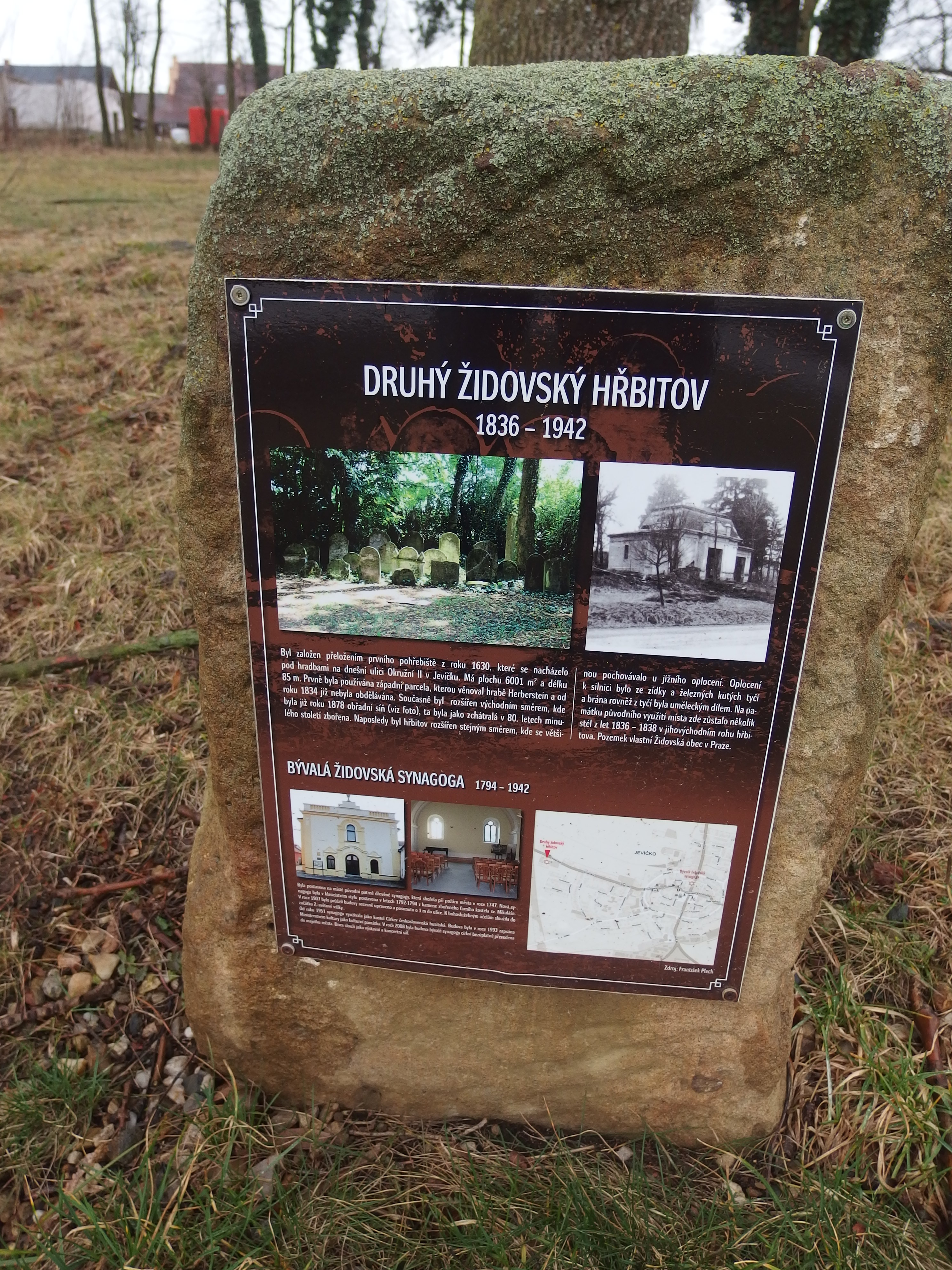
Informační tabule v areálu hřbitova

Původně se jevíčský židovský hřbitov nacházel nedaleko tehdejšího židovského ghetta, z vnější strany městských hradeb. Vznikl v roce 1630 a jako pohřebiště se používal až do roku 1836, kdy byl zrušen a nahrazen novým hřbitovem na okraji města. Muselo k tomu dojít, protože tehdejší zákony nedovolovaly, aby se hřbitov nacházel v centru města. Pozemek o rozloze 7795 m² pro nový hřbitov přenechal rod Herbersteinů. Všechny náhrobky ze starého hřbitova byly později za nacistické okupace přesunuty na nový hřbitov.
Nový židovský hřbitov byl založen na ploše obdélníkového tvaru o velikosti 130 m × 40 m. Náhrobky pokrývaly téměř celou plochu hřbitova a řady hrobů vedly ve směru od severu k jihu, s nápisy ke vstupu, který ležel na západním okraji pozemku. Bylo zde kolem pěti set náhrobků.
Za okupace a za druhé světové války byl hřbitov poničen nacisty. Většina náhrobků byla povalena, rozprodána nebo odcizena. Poslední pohřeb se zde odehrál v roce 1942. Novější část hřbitova byla zdemolována kolem roku 1950.
O rekonstrukci hřbitova se uvažovalo už v roce 1964, ale nedošlo k ní pro nedostatek financí. Záměr revitalizace areálu byl uskutečněn až v 70. letech 20. století, kdy byl hřbitov přeměněn na park. Na jeho jihovýchodním okraji byla na památku ponechána skupina několika náhrobků z let 1836–1838. Ty prošly koncem 90. let pietní úpravou a byl pro ně vymezen prostor ve tvaru trojúhelníku. Prostor, původně ohraničený nízkým laťkovým plotem, tvoří jakési lapidárium. V severovýchodní části se pak nachází asi 1,5 m vysoká mohyla zarostlá trávou.
Kolem roku 1970 byla zbořena zchátralá secesní obřadní síň, která stála už od roku 1878. Jednalo se o jednopatrovou samostatně stojící budovu. Nad jejím portálem bylo možné najít zvýrazněný štít s kamenným desaterem.
Přítomnost hřbitova připomíná informační tabule, která se nachází přibližně uprostřed pozemku. Je zde také 5. zastavení literární stezky Putování za Krchomilkou, která vznikla v roce 2016.